# 로즈데일 (미시시피주)

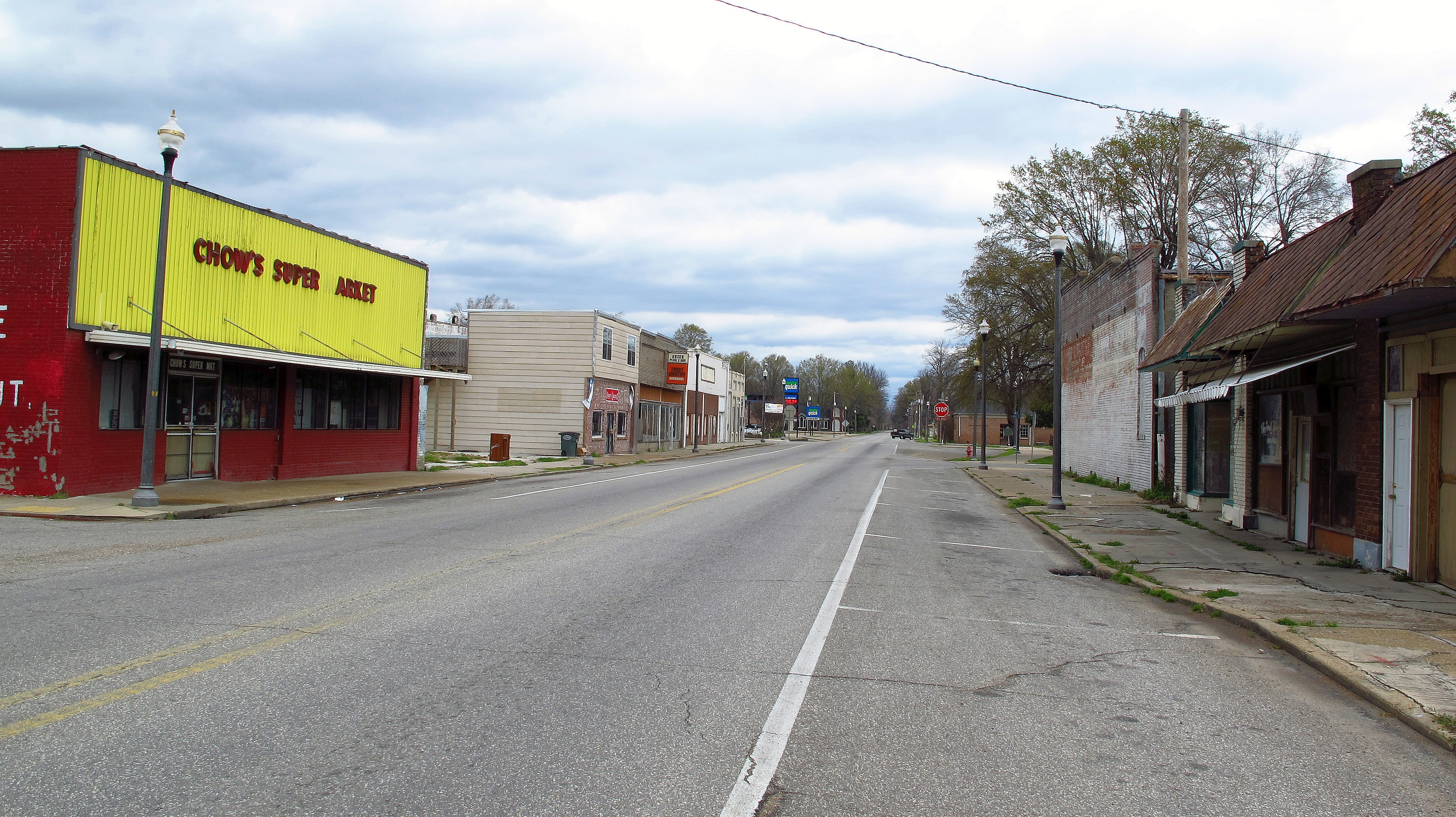

로즈데일(Rosedale)은 미국 미시시피주 볼리버 군에 위치한 도시로, 군청 소재지이다. 볼리버 군은 군청 소재지가 2군데이며, 로즈데일 이외에는 클리블랜드에 위치하고 있다. 2020년 인구 조사에서 로즈데일의 인구 수는 1,584명이었다.

## 인구
| 인구조사              | 인구  | Note | %±     |
| --------------------- | ----- | ---- | ------ |
| 1890년                | 376   |      | —      |
| 1900년                | 622   |      | 65.4%  |
| 1910년                | 1,103 |      | 77.3%  |
| 1920년                | 1,696 |      | 53.8%  |
| 1930년                | 2,117 |      | 24.8%  |
| 1940년                | 2,063 |      | −2.6%  |
| 1950년                | 2,197 |      | 6.5%   |
| 1960년                | 2,339 |      | 6.5%   |
| 1970년                | 2,599 |      | 11.1%  |
| 1980년                | 2,793 |      | 7.5%   |
| 1990년                | 2,595 |      | −7.1%  |
| 2000년                | 2,414 |      | −7.0%  |
| 2010년                | 1,873 |      | −22.4% |
| 2020년                | 1,584 |      | −15.4% |
| U.S. Decennial Census |       |      |        |